# KBS대구방송총국
KBS대구방송총국(KBS大邱放送總局)은 대구광역시·경상북도 남부지역을 대상으로 하는 한국방송공사의 지역방송총국이다. 안동방송국과 포항방송국을 하부에 두고 있다.

## 개요
- 1939년 4월 19일 조선방송협회 대구방송국으로 개국하였고, 1986년 12월 KBS 공사 직제개편으로 KBS대구방송총국으로 승격되었다.

- 2002년 12월 4일에 동구 신천3동(현재의 솔렌스힐 아파트 자리)에서 수성구 범어4동으로 이전하여 사옥을 준공했다.

- 보도, 지역 현안, 지역민 문제에 대한 시사·교양적 프로그램을 자체 제작하여 편성하고 있으며, 대부분의 방송은 KBS본사의 프로그램을 릴레이하여 편성한다.

## 연혁
- 1939년 4월 19일 : 대구 출장소 개소
- 1950년 4월 10일 : 대구 방송국 승격
- 1965년 9월 23일 : 김천 중계소 개소
- 1966년 11월 5일 : 경산 송신소 개소
- 1971년 4월 28일 : 팔공산 중계소 개소
- 1972년 9월 13일 : 표준 FM방송 실시
- 1972년 9월 28일 : 신천동 사옥 준공
- 1973년 3월 3일 한국방송공사 창립에 따라 KBS 대구방송국의 발족
- 1978년 5월 9일 : 영일 송신소 개소
- 1978년 6월 2일 : 구미 중계소 개소
- 1978년 7월 1일 : TV(현 1TV) 로컬방송 실시
- 1980년 12월 1일 : 2TV 로컬방송 실시, 한국FM(HLCB, 89.7MHz) 인수 합병 이후, KBS 대구 FM(HLKG-FM)으로 개칭
- 1981년 3월 16일 : 제3방송 개시 (주파수 AM 558kHz)
- 1981년 9월 7일 : 제3방송 폐지로 주파수 AM 558kHz가 2R로 전환
- 1983년 2월 1일 : 2TV 로컬방송 실시
- 1985년 10월 21일 : 2R 로컬방송 실시
- 1986년 12월 8일 : 대구 방송 총국으로 승격
- 1990년 1월 2일 "사할린 이산가족을 찾습니다"의 특별 생방송 (서울 KBS와 대구 KBS 공동)
- 1995년 9월 30일 : 김천(중) 자동화 완료
- 1997년 1월 28일 : 구미 방송 센터 개소
- 1999년 4월 19일 : 대구 총국 신청사 기공식
- 2001년 11월 30일 : 2라디오 FM방송 개국(HLQH-SFM, 102.3MHz) 대구·경북 55분 KBS 교통정보 신설.
- 2002년 11월 9일 : 대구방송총국 현사옥 준공(대구시 수성구 범어동 245번지)
- 2002년 12월 1일 : 구미중계소(95.9.30자동화) 철수
- 2002년 12월 4일 : 대구방송총국 현 사옥 준공식
- 2004년 7월 12일 : 팔공산 송신소 1,2DTV 방송 송출 개시
- 2005년 1월 1일 : 아나운서 지역순환근무제 실시
- 2005년 2월 16일 : 팔공산 송신소 교육DTV 방송 송출 개시
- 2007년 8월 1일 : 지상파 DMB 본방송 실시
- 2008년 4월 21일 : KBS대구 제2라디오 개편에 의해 대구·경북 55분 KBS 교통정보를 대구·경북 57분 교통정보로 변경.
- 2008년 5월 1일 : DTV 부가서비스 실시 (자막방송, 데이터방송, 5.1ch방송)
- 2010년 11월 1일 : 오디오 파일시스템 구축
- 2010년 12월 31일 : 앞산,구지,화양,하양,수륜 DTVR 방송송출 개시
- 2010년 12월 31일 : TV제작시설 HD 전환 완료
- 2011년 5월 9일 : 김천 FMR 방송송출 개시(90.7MHz)
- 2012년 2월 28일 : 경주 DMBR 방송송출 개시
- 2012년 6월 30일 : 대항 DTVR 방송송출 개시
- 2012년 8월 14일 : 김천 제1라디오 중계소 폐소
- 2012년 11월 6일 : 아날로그TV 방송 송출 종료
- 2012년 12월 31일 : 김천TVR 2R 해피FM 방송시작
- 2013년 7월 17일 : 디지털TV 채널재배치 완료
- 2013년 12월 27일 : 앞산TVR DMB 방송시작
- 2017년 12월 29일 : KBS대구 1TV와 KBS대구 2TV UHD 방송개국.
- 2018년 6월 27일 : 달성군 KBS대구 2TV UHD 방송개시.
- 2023년 7월 1일 : KBS대구방송총국 경상북도 군위군 → 대구광역시 군위군 통합

### 조직
- 편성제작국 - 편성, TV제작, Radio제작, 아나운서, 문화사업, 영상제작
- 보도국 - 편집, 취재, 보도제작, 촬영
- 기술국 - 기술관리, 제작기술, 송출기술, 중계기술, R기술
- 시청자/서비스국 - 총무행정, 재원관리, 광고
- 송신/중계/사업소 - 경산/팔공산송신소, 구미/점촌중계소, 구미사업지사

## 방송 송출 시설망

### TV
- 1TV
  - 호출부호 : HLKG-DTV
  - 가상채널 : 9-1
- 2TV
  - 호출부호 : HLQH-DTV
  - 가상채널 : 7-1

| 송신소        | UHD      | UHD      | UHD   | HD                                    | HD       | HD    | 송신소 위치                   |
| 송신소        | 물리채널 | 물리채널 | 출력  | 물리채널                              | 물리채널 | 출력  | 송신소 위치                   |
| 송신소        | 1TV      | 2TV      | 출력  | 1TV                                   | 2TV      | 출력  | 송신소 위치                   |
| ------------- | -------- | -------- | ----- | ------------------------------------- | -------- | ----- | ----------------------------- |
| 팔공산 송신소 | CH 52    | CH 56    | 5kW   | CH 14                                 | CH 16    | 2.5kW | 대구 동구 용수동 산1          |
| 화양 중계소   |          |          |       | CH 20                                 | CH 21    | 20W   | 경북 청도군 화양읍 삼신리 759 |
| 풍각 중계소   | CH 38    | CH 48    | 10W   | 경북 청도군 풍각면 덕양리 252-2       |          |       |                               |
| 동곡 소출력   | CH 14    | CH 16    | 0.05W | 경북 청도군 금천면 동곡리             |          |       |                               |
| 하양 중계소   | CH 23    | CH 25    | 20W   | 경북 경산시 진량읍 신상리 산17-5      |          |       |                               |
| 파동 중계소   | CH 20    | CH 22    | 10W   | 대구 수성구 파동 산18                 |          |       |                               |
| 앞산 중계소   | CH 31    | CH 30    | 20W   | 대구 남구 대명9동 산227-1             |          |       |                               |
| 서재 소출력   | CH 14    | CH 16    | 0.05W | 대구 달성군 다사읍 서재리             |          |       |                               |
| 논공 소출력   | CH 23    | CH 26    | 0.05W | 대구 달성군 논공읍 북리               |          |       |                               |
| 구지 중계소   | CH 23    | CH 26    | 20W   | 대구 달성군 구지면 화산리 산10 대니산 |          |       |                               |
| 대합 소출력   | CH 23    | CH 26    | 0.05W | 경남 창녕군 대합면 소야리             |          |       |                               |
| 수륜 중계소   | CH 21    | CH 41    | 20W   | 경북 성주군 수륜면 성리 산10          |          |       |                               |
| 구미 중계소   | CH 43    | CH 44    | 90W   | 경북 구미시 남통동 산94 금오산        |          |       |                               |
| 김천 중계소   | CH 25    | CH 28    | 20W   | 경북 김천시 신음동 산92 달봉산        |          |       |                               |
| 대항 중계소   | CH 31    | CH 33    | 5W    | 경북 김천시 대항면 향천리 산52-6      |          |       |                               |
| 모서 중계소   | CH 20    | CH 23    | 10W   | 경북 상주시 모서면 소정리 산28        |          |       |                               |
| 청리 중계소   | CH 30    | CH 29    | 20W   | 경북 상주시 청리면 월로리 산76        |          |       |                               |
| 상주 중계소   | CH 20    | CH 38    | 20W   | 경북 상주시 만산동 산68               |          |       |                               |
| 점촌 중계소   | CH 26    | CH 28    | 5W    | 경북 문경시 신기동 산123              |          |       |                               |
| 문경 중계소   | CH 20    | CH 41    | 20W   | 경북 문경시 문경읍 하리 산1-5 잣밭산  |          |       |                               |
| 가은 중계소   | CH 38    | CH 41    | 20W   | 경북 문경시 가은읍 왕릉리 산18        |          |       |                               |
| 동로 중계소   | CH 20    | CH 37    | 5W    | 경북 문경시 동로면 적성리 산141       |          |       |                               |
| 경주 중계소   | CH 22    | CH 23    | 90W   | 경북 경주시 건천읍 화천리 산14 벽도산 |          |       |                               |
| 보문 중계소   | CH 38    | CH 42    | 20W   | 경북 경주시 하동 산116                |          |       |                               |
| 감포 중계소   | CH 19    | CH 20    | 5W    | 경북 경주시 감포읍 전동리 688-8       |          |       |                               |

아날로그TV
- 1TV
  - 호출부호 : HLKG-TV

| 송신소        | 채널  | 채널  | 출력        | 송신소 위치                           | 비고 |
| 송신소        | 1TV   | 2TV   | 출력        | 송신소 위치                           | 비고 |
| ------------- | ----- | ----- | ----------- | ------------------------------------- | ---- |
| 팔공산 송신소 | CH 8  | CH 38 | 10kW / 30kW | 대구 동구 용수동 산1                  |      |
| 화양 중계소   | CH 25 | CH 31 | 100W        | 경북 청도군 화양읍 소라리 산11-2      |      |
| 풍각 중계소   | CH 41 | CH 51 | 50W         | 경북 청도군 풍각면 현리리 산10        |      |
| 하양 중계소   | CH 30 | CH 33 | 100W        | 경북 경산시 진량읍 신상리 산17-5      |      |
| 파동 중계소   | CH 56 | CH 27 | 50W         | 대구 수성구 파동 산9-1 법이산         |      |
| 앞산 중계소   | CH 47 | CH 51 | 100W        | 대구 남구 대명9동 산227-1             |      |
| 구지 중계소   | CH 29 | CH 27 | 100W        | 대구 달성군 구지면 화산리 산10 대니산 |      |
| 수륜 중계소   | CH 25 | CH 31 | 100W        | 경북 성주군 수륜면 성리 산10          |      |
| 구미 중계소   | CH 22 | CH 40 | 500W        | 경북 구미시 남통동 산94 금오산        |      |
| 모암 중계소   | CH 37 | CH 27 | 100W        | 경북 김천시 모암동 133                |      |
| 농소 중계소   | CH 55 | -     | 100W        | 경북 김천시 남면 월곡리 산679         |      |
| 대항 중계소   | CH 12 | -     | 1W          | 경북 김천시 대항면 향천리 산52-6      |      |
| 지례 중계소   | CH 12 | -     | 10W         | 경북 김천시 지례면 도곡리 산695       |      |
| 청리 중계소   | CH 26 | CH 55 | 100W        | 경북 상주시 청리면 월로리 산76        |      |
| 상주 중계소   | CH 33 | CH 35 | 100W        | 경북 상주시 만산동 산68               |      |
| 낙동 중계소   | CH 27 | -     | 10W         | 경북 상주시 낙동면 내곡리 산43-2      |      |
| 점촌 중계소   | CH 35 | CH 31 | 10W         | 경북 문경시 신기동 산123              |      |
| 문경 중계소   | CH 12 | CH 33 | 10W / 100W  | 경북 문경시 문경읍 하리 산1-5 잣밭산  |      |
| 가은 중계소   | CH 12 | CH 33 | 10W / 100W  | 경북 문경시 가은읍 왕릉리 산18        |      |
| 동로 중계소   | CH 12 | -     | 1W          | 경북 문경시 동로면 적성리 산141       |      |
| 경주 중계소   | CH 58 | CH 51 | 500W        | 경북 경주시 건천읍 화천리 산14 벽도산 |      |
| 감포 중계소   | CH 31 | CH 37 | 10W         | 경북 경주시 감포읍 전동리 688-8       |      |

### 라디오
| KBS대구 제1라디오         | KBS대구 제1라디오 | KBS대구 제1라디오 | KBS대구 제1라디오 | KBS대구 제1라디오                       | KBS대구 제1라디오 |
| 송신소                    | 주파수            | 출력              | 호출부호          | 송신소 위치                             | 비고              |
| ------------------------- | ----------------- | ----------------- | ----------------- | --------------------------------------- | ----------------- |
| 경산 송신소               | AM 738kHz         | 100kW             | HLKG              | 경북 경산시 진량읍 부기리 130           |                   |
| 팔공산 송신소             | FM 101.3MHz       | 5kW               | HLKG-SFM          | 대구 동구 용수동 산1                    |                   |
| 김천 중계소               | FM 90.7MHz        | 100W              | HLKG-SFM          | 경북 김천시 신음동 산92                 |                   |
| 경주 중계소               | FM 88.7MHz        | 500W              | -                 | 경북 경주시 건천읍 화천리 산14-1 벽도산 | [ 1 ]             |
| KBS대구 제2라디오(해피FM) |                   |                   |                   |                                         |                   |
| 송신소                    | 주파수            | 출력              | 호출부호          | 송신소 위치                             | 비고              |
| 영일 송신소               | AM 558kHz         | 250kW             | HLQH              | 경북 포항시 남구 호미곶면 구만리 380    |                   |
| 팔공산 송신소             | FM 102.3MHz       | 3kW               | HLQH-SFM          | 대구 동구 용수동 산1                    |                   |
| 김천 중계소               | FM 88.9MHz        | 100W              | HLQH-SFM          | 경북 김천시 신음동 산92                 |                   |
| KBS대구 음악FM            |                   |                   |                   |                                         |                   |
| 송신소                    | 주파수            | 출력              | 호출부호          | 송신소 위치                             | 비고              |
| 팔공산 송신소             | FM 89.7MHz        | 5kW               | HLKG-FM           | 대구 동구 용수동 산1                    |                   |
| 학가산 송신소             | FM 88.1MHz        | 3kW               | HLCR-FM           | 경북 안동시 북후면 신전리 산69          |                   |
| 조항산 송신소             | FM 93.5MHz        | 3kW               | HLCP-FM           | 경북 포항시 남구 동해면 석리 산94-1     |                   |
| 울릉 FM중계소             | FM 94.1MHz        | 250W              | HLCU-FM           | 경북 울릉군 울릉읍 사동리 산29-1 삼각산 |                   |

## 제작 프로그램

### KBS 1TV

#### 보도 프로그램
| 프로그램명             | 방송시간            | 편성시간                                                | 진행                       |
| ---------------------- | ------------------- | ------------------------------------------------------- | -------------------------- |
| KBS 뉴스광장 대구·경북 | 10분                | 평일 아침 7시 35분 ~ 7시 45분                           | 박은정                     |
| KBS 뉴스 930 대구·경북 | 10분                | 평일 오전 9시 45분 ~ 9시 55분                           | 진유현                     |
| KBS 뉴스 7 대구·경북   | 40분                | 월~목 저녁 7시 ~ 7시 40분                               | 김상배, 이채령             |
| KBS 뉴스 7 대구·경북   | 5분                 | 금 저녁 7시 20분 ~ 7시 25분                             | 이채령                     |
| KBS 뉴스 9 대구·경북   | 평일 15분 주말 10분 | 평일 밤 9시 30분 ~ 9시 45분 주말 밤 9시 20분 ~ 9시 30분 | 김서현 (평일) 무작위(주말) |

#### TV 프로그램
- 모든방송은 HD기준인 동시에 지역총국은 DMB방송을 하지 않으며 6시 내고향은 월~목요일사이에 네트워크 제작을 한다.

| 방송 시간    | 프로그램                          |
| ------------ | --------------------------------- |
| 17:30 (평일) | 라이브 오늘                       |
| 19:40 (수)   | 세상다반사(대구)                  |
| 08:25 (금)   | 아침마당 대구 (생생토크 자체방송) |
| 19:40 (금)   | 쉬어가도 괜찮아 마이크로 여행     |
| 20:00 (금)   | 지역의 사생활 2                   |

### 라디오
제1라디오
보도
| 프로그램명                  | 방송시간            | 편성시간                 | 진행   |
| --------------------------- | ------------------- | ------------------------ | ------ |
| KBS 제1라디오 9시 뉴스      | 월요일 ~ 금요일 5분 | 오전 9시 ~ 9시 5분       | 진유현 |
| KBS 제1라디오 정오종합뉴스  | 월요일 ~ 금요일 5분 | 낮 12시 15분 ~ 12시 20분 | 이채령 |
| KBS 제1라디오 오후 5시 뉴스 | 월요일 ~ 금요일 5분 | 오후 5시 ~ 5시 5분       | 무작위 |

시사·교양
- 생생 매거진 오늘 (시사교양, 월~금, 11:05~11:57) (진행 박은정)

제2라디오

- 102.3 뮤직스튜디오 (연예오락, 월~금, 14:00~15:00)(진행 이채령)

음악FM
- 아름다운 오후, 네시입니다 (음악, 월~금, 16:00~17:00)(진행 진유현)

#### 종영 프로그램
- 아침의 광장 (1R) (2025년 4월 4일 자로 폐지)
- 김영숙의 가요앨범 (2R) (2011년 11월 6일 자로 폐지)
- 음악과 음악사이 (2R) (2023년 3월 5일 자로 폐지)
- 노래의 날개 위에 (음악FM) (2021년 8월 29일 자로 폐지)

## 현직 아나운서

### 아나운서
| KBS대구 아나운서 | KBS대구 아나운서 | KBS대구 아나운서 | KBS대구 아나운서 | KBS대구 아나운서 |
| 입사연도         | 기수             | 남성             | 여성             |                  |
| ---------------- | ---------------- | ---------------- | ---------------- | ---------------- |
| 1994년           | (20기)           |                  | 백명지           |                  |
| 1998년           | (25기)           |                  | 박은정           |                  |
| 2010년           | (36기)           |                  | 손지민           |                  |
| 2014년           | (41기)           | 진유현           |                  |                  |

## 전직 아나운서

### 남성
- 전우벽(1970~1988, 전 KBS 서울본국)
- 김충진(1981~2013, 전 KBS 포항)
- (故)박태남(1982 ~ 1984, 전 KBS대구방송총국 시작 전 KBS 전주방송총국 이전 전 KBS 제주방송총국 이전 전 KBS 서울본국)
- 조건진(1982~1984, 전 KBS부산본국)
- 김세용(1983~1985, 전 MBC 기자, 전 원주MBC사장)
- 김창옥(1983~1984, 전 MBC 서울본국 아나운서 은퇴, 전 대전MBC 대표이사 사장, 전 제주MBC 대표이사 사장, 전 가톨릭언론인협의회 회장)
- 홍은철(1984~1985, 전 MBC 서울본국 입사)
- 윤도한(1984~1985, 전 MBC 기자,현 정치인)
- 정창훈(1984~1991, 전 KBS 기자)
- 김흥수(1985~2000, 전 KBS 서울본국)
- 이종태(1987~2010, 현 퇴사)
- 정현조(1987~2010, 현 퇴사)
- 김연선(1992~1994, 현 KBS 대전총국)
- 전인석(1994~1995, 과거 KBS 대구 아나운서 전 KBS 서울 본국 )
- 서기철(2001~2002, 전 KBS 서울본국)
- 조우종(2005~2006, 전 KBS 서울본국, 현 MC)
- 전현무(2006~2007, 전 KBS 서울본국, 현 MC)
- 오언종(2007~2008, 현 KBS 서울본국)
- 김승휘(2008~2009, 현 KBS 서울본국)
- 도경완(2009~2010, 전 KBS 서울본국)
- 강승화(2013~2014, 현 KBS 서울본국)
- 양문석(2010~2016, 현 KBS 청주총국)
- 김종현(2016~2018, 현 KBS 서울본국)

### 여성
- 안희재(1978~1979, 전 KBS 서울본국)
- 김영숙(1981~2019, 정년퇴임)
- 송현주(1985~2023, 정년퇴임)
- 문경자(1986~2005, 현 퇴사)
- 황진(1987~2024, 정년퇴임)
- 한효연(2005~2011, 현 퇴사)
- 박지원(2018~2019, 현 KBS 서울본국)
- 이윤정(2019~2021, 현 KBS 서울본국)
- 고선영(2020~2022, 현 MBN 아나운서)
- 홍주연(2021~2023, 현 KBS 서울본국)
- 허유원(2023~2024, 현 KBS 서울본국)

## 리포터, MC
- 표나리
- 이동영
- 배아현
- 신진경
- 권혁민
- 서유리
- 박은강(라디오 리포터)
- 최형윤

## 현직 취재기자
- 강전일 보도국장
- 김기현 안동부장
- 김상배 포항부장
- 김명환 대구부장
- 권기준
- 이재민
- 이하늬
- 이종영
- 김재노
- 김도훈
- 김지홍
- 신주현
- 오아영
- 박준형
- 박진영
- 윤희정
- 류재현
- 정혜미
- 이지은
- 박준우
- 김지훈
- 최보규
- 서한길
- 문다애

## 수어통역사
- 유지영
- 이영희
- 조미향

## 현직 촬영 기자
- 김익수 포항
- 이광호
- 김석현
- 박순고
- 백창민
- 김동욱
- 전민재
- 한동권 안동
- 신광진 포항
- 박병규 대구
- 신상응
- 최동희

## 인근의 타 방송사
- 대구MBC
- TBC
- febc대구극동방송
- cpbc대구가톨릭평화방송
- BBS대구불교방송
- WBS대구원음방송
- TBN대구교통방송
- 대구CBS
- 성서공동체FM
- 대구국악방송

## 참고 문헌
- KBS 대구방송총국의 어제와 오늘 (1) 보관됨 2016-03-14 - 웨이백 머신
- KBS 대구방송총국의 어제와 오늘 (2) 보관됨 2016-03-14 - 웨이백 머신
- 사진으로 본 KBS 대구방송총국의 역사 보관됨 2020-09-22 - 웨이백 머신